# Trollagöl (Älghults socken, Småland)
Trollagöl är en sjö i Uppvidinge kommun i Småland och ingår i Alsteråns huvudavrinningsområde.